# Berlin Boom Orchestra
Das Berlin Boom Orchestra ist eine deutsche Reggae- und Ska-Band, die sich selbst im linken politischen Spektrum verortet.

## Bandgeschichte

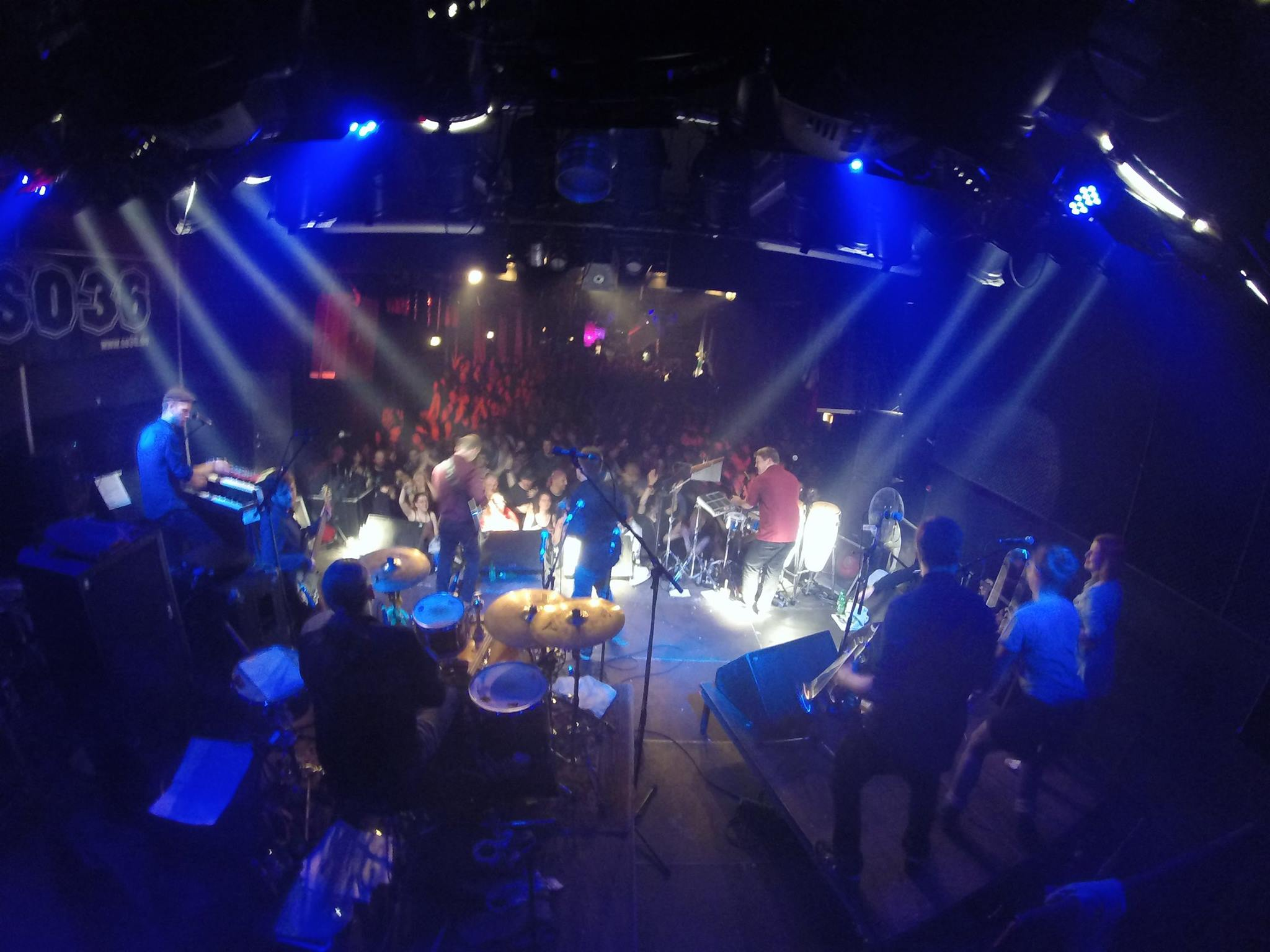
Berlin Boom Orchestra im SO36 Berlin 2015

Das Berlin Boom Orchestra wurde im Frühjahr 2006 in Berlin gegründet. Einige Mitglieder kamen aus der Berliner Skaband Skaquadrat, die sich 2005 aufgelöst hatte. Nach Anfängen im Kreuzberger Club Kato spielt die Band inzwischen in ganz Deutschland und avancierte zu einer der beliebtesten deutschsprachigen Skabands. Besonders bekannt wurde ihre Single Achtung, Achtung! Die überwiegend deutschen Texte stammen von Filou, dem Sänger der Band, und befassen sich oft mit gesellschaftspolitischen Themen.
Beim European Reggae Contest 2009 erreichte die Band das Deutschland-Finale und belegte beim Endausscheid, der am 5. Juni 2009 im Berliner Club Yaam stattfand, den 1. Platz.
2010 wurde das Album Hin und Weg veröffentlicht. Am 11. Dezember 2010 erhielt die Band von der Deutschen Pop Stiftung beim Deutschen Rock&Pop Preis 2010 in den Kategorien Beste Reggaeband und Bestes Reggaealbum jeweils den 1. Preis.
Im Herbst 2014 veröffentlichte das Berlin Boom Orchestra beim Berliner Label Springstoff die Single Retro als Ausblick auf ein für 2015 angekündigtes Album.
Am 3. Oktober 2015 veröffentlichte die Band ihr drittes Studioalbum »Kopf, Stein, Pflaster«. Auf dem aus 17 Titeln bestehenden Album sind als Featuregäste Refpolk und Darlino auf dem Titel "Mörder" zu hören.
Das vierte Studioalbum der Band mit dem Titel »Reggae Punks« wurde am 1. März 2019 erneut auf Springstoff veröffentlicht. Es enthält 16 Tracks.

## Politische Aussagen
Das Berlin Boom Orchestra äußert sich sowohl in ihren Songtexten, als auch in Interviews zu einer Reihe von politischen Themen. Die Band engagiert sich gegen Homophobie und Sexismus. Darüber hinaus unterstützt die Band die Kampagne „Make Some Noise – Sexism and Homophobia out of my music“, die nach eigenen Angaben versucht, eine Alternative zum homophob-sexistischen Mainstream zu bieten. Häufige Erwähnung findet die Situation Geflüchteter in Europa. In den Liedern „Nein Mann“ und „Reisefieber“ vom Album Hin und Weg, sowie in den Liedern „Mörder“ vom Album Kopf, Stein, Pflaster wird einerseits die deutsche bzw. europäische Asylpolitik als repressiv kritisiert und andererseits der gesellschaftliche Umgang damit infrage gestellt. Die Band ist immer wieder auf Benefizveranstaltungen für Geflüchtete aufgetreten.
Ein weiteres Thema ist der gesellschaftliche Umgang mit dem Nationalsozialismus. So beschäftigt sich unter anderem der Song „Nicht Egal“ vom Album Hin und Weg mit dem Wegschauen bei rechter Gewalt. Die Band ist auf zahlreichen Kundgebungen gegen rechte Gewalt aufgetreten. In dem nur bei Facebook veröffentlichten Video „Kartoffelnation“ äußert das Berlin Boom Orchestra Kritik an der Pegida Bewegung.
Zu dem Umgang mit der Geschichte des Nationalsozialismus gehört für die Band auch die Auseinandersetzung mit Antisemitismus abseits der Neo-Nazi Szene und damit auch eine Auseinandersetzung mit dem Nahost-Konflikt. In den Liedern „Ums Ganze“ und „Jerusalem“ vom Album Kopf, Stein, Pflaster moniert die Band einen undifferenzierten Umgang mit dem Thema, sowohl gesellschaftlich, als auch in der Presse. Nachdem der Sänger der Band, Filou, die Macher des Videos „Antideutsche“ des Rappers Kaveh auf Facebook (privat) kritisiert hatte, wurde in der Zeitung Junge Welt ein Artikel über die Reaktionen zu diesem Video veröffentlicht, der Filou vorwirft „jüdische Linke wie Noam Chomsky, Ilan Pappe und Judith Butler, die die israelische Regierung kritisieren, als ‚antisemitische Juden‘ zu bezeichnen“. Der Artikel nennt keine Quellen.

## Diskografie
- 2007: Demo (EP-CD/Digital)
- 2008: Kaboom (Album-CD/Digital)
- 2009: Live in Kreuzberg (EP-CD/Digital)
- 2010: Hin und Weg (Album-CD/Digital)
- 2012: Drei Stück schlauer (EP-CD/Digital)
- 2014: Retro (Single Vinyl/Digital)
- 2015: Kopf, Stein, Pflaster (Album-CD/Digital)
- 2019: Reggae Punks (Album-CD/Vinyl/Digital)